# Snitterfield
Snitterfield is een civil parish in het bestuurlijke gebied Stratford-on-Avon, in het Engelse graafschap Warwickshire met 1226 inwoners.